# Trimunt
Trimunt is een gehucht in de gemeente Westerkwartier in de Nederlandse provincie Groningen. Het bestaat uit een aantal verspreid liggende huizen tussen de A7, de grens met de gemeente Westerkwartier en de grens met de gemeente Smallingerland in Friesland.

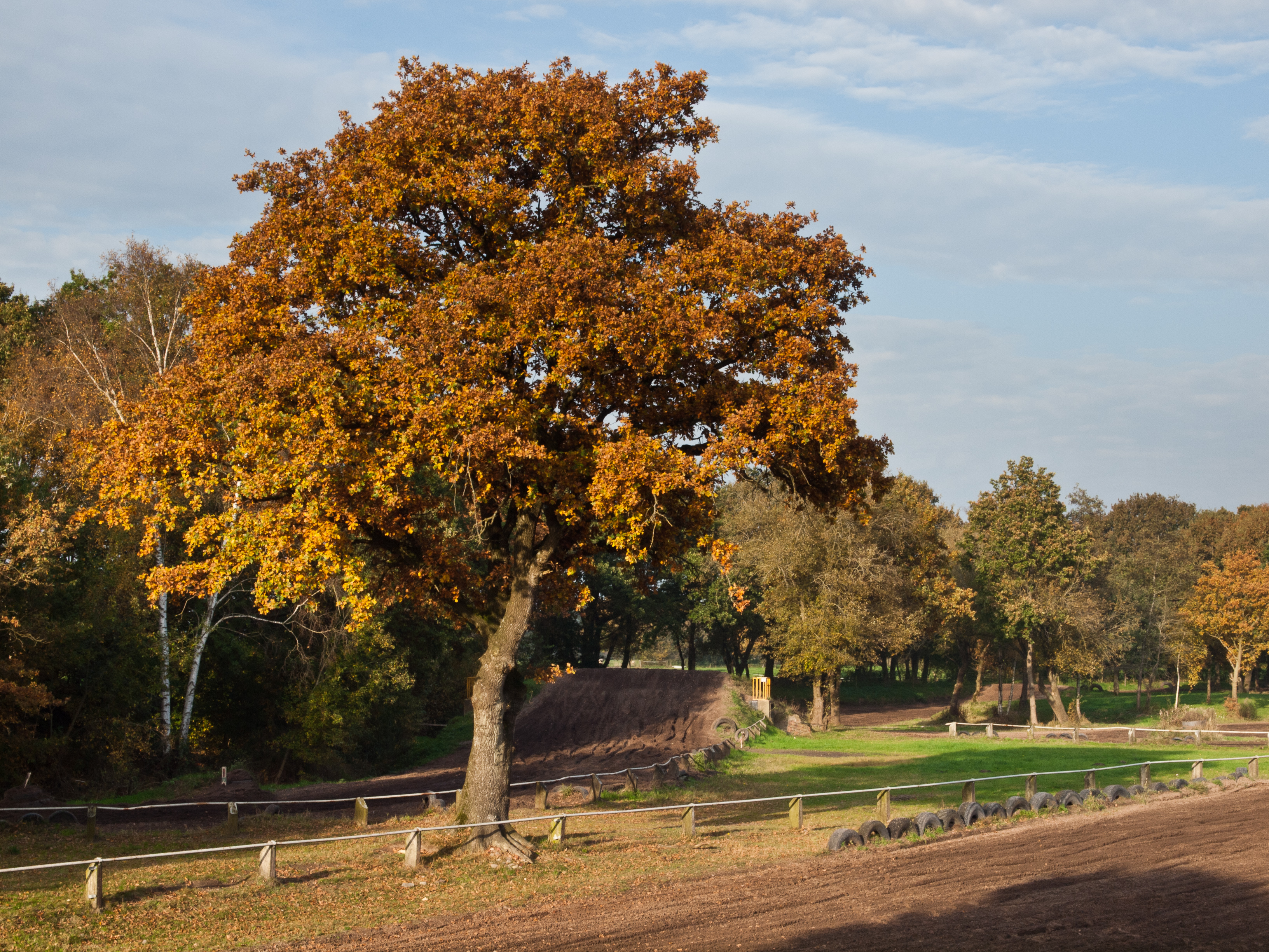
Het motorcrosscircuit van Trimunt

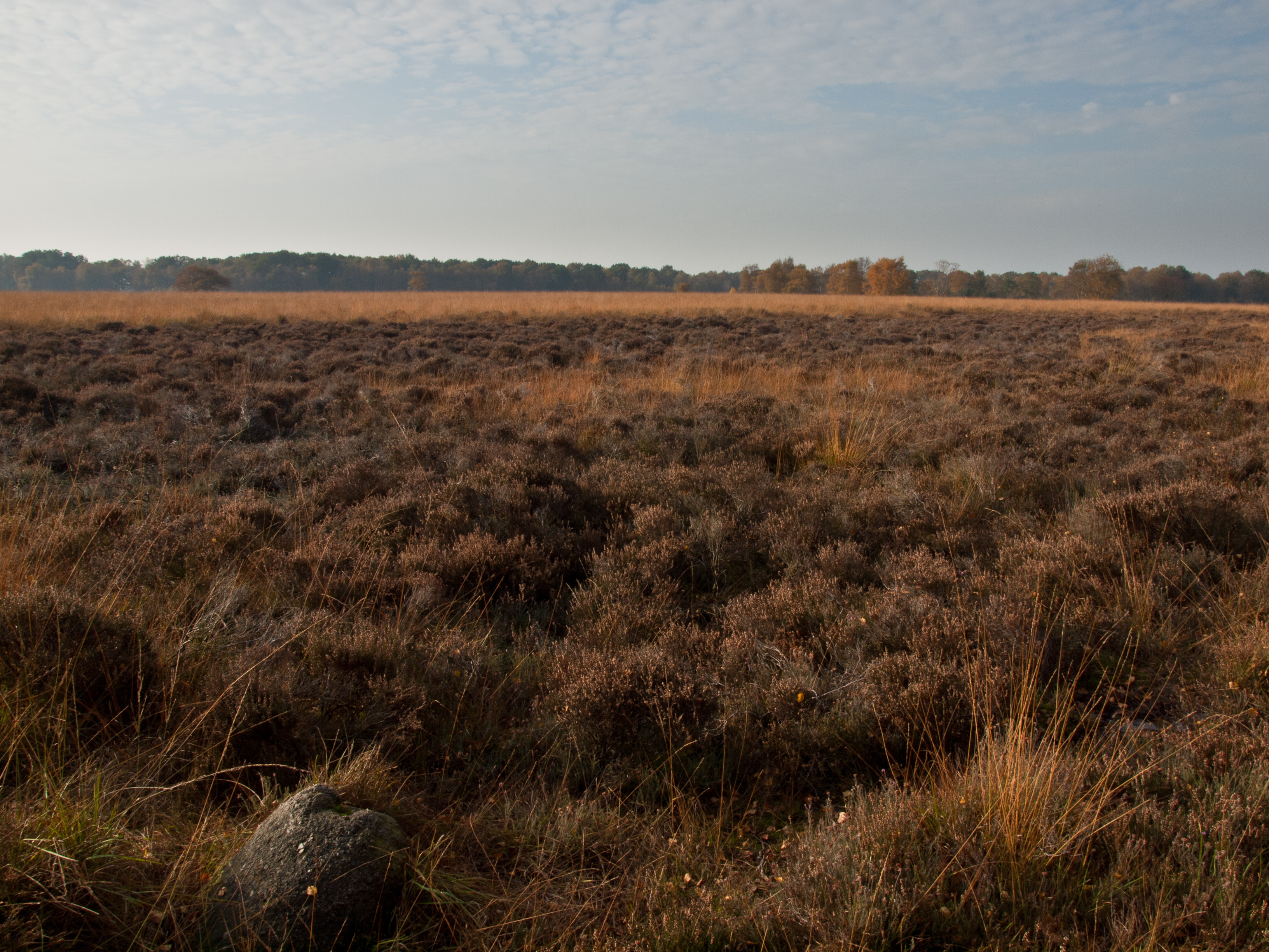
De Jilt Dijksheide

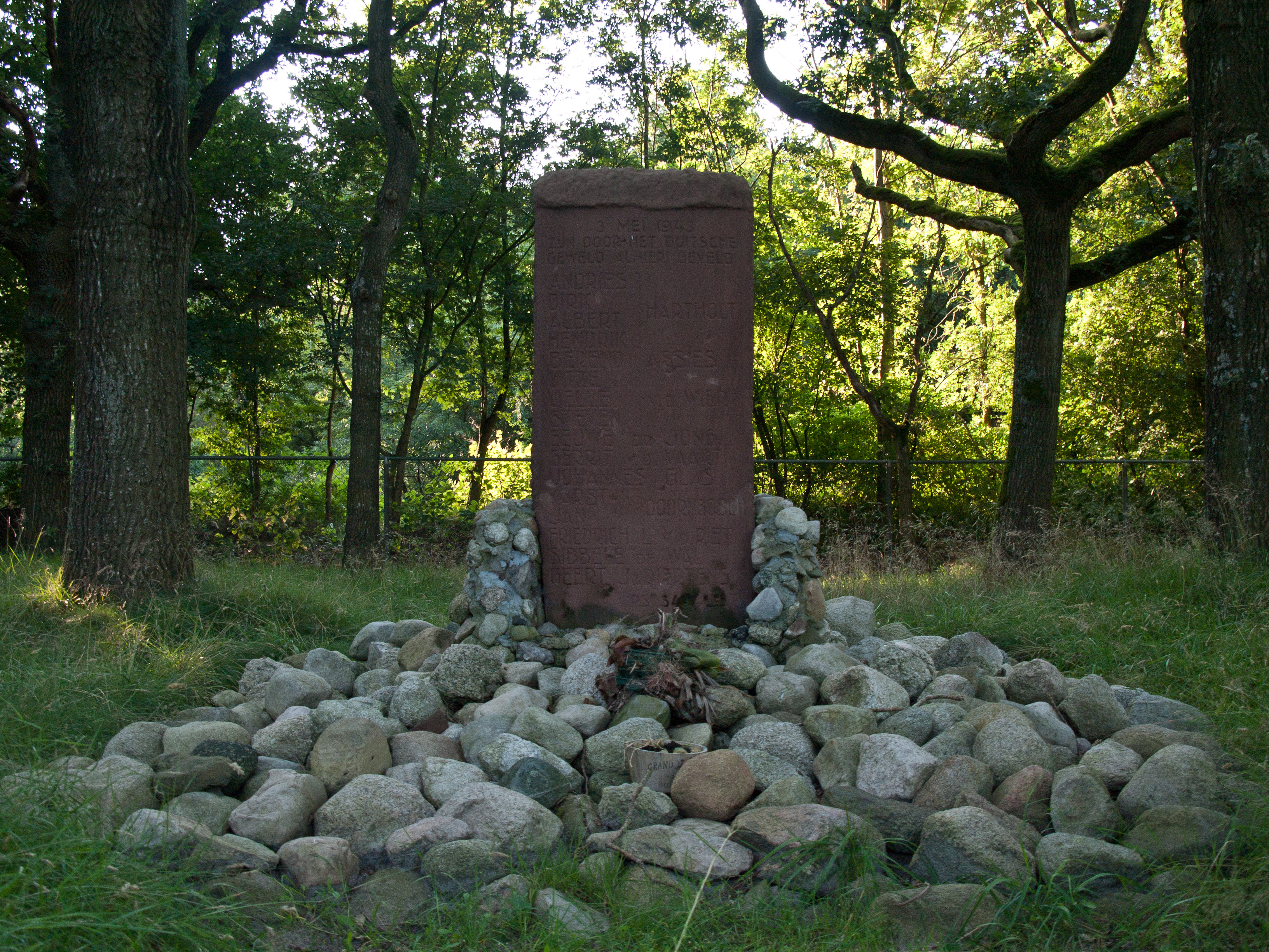
Oorlogsmonument

De naam Trimunt verwijst naar het klooster In Tribus Montibus (= bij de drie bergen) dat hier in de middeleeuwen heeft gestaan. Van het vrouwenklooster is niet veel bekend. Oorspronkelijk hoorde het tot de orde van de benedictinessen, in de veertiende eeuw werd het door het klooster van Aduard onder zijn hoede genomen en werd het een cisterciënzerklooster. Vandaag de dag is het klooster verdwenen en kan ook niet meer bepaald worden wat de exacte ligging ervan was.
Trimunt lag oorspronkelijk op een zandrug in een uitgestrekt hoogveengebied. Na de ontginning hiervan is op de lager gelegen delen een open weidegebied ontstaan waarin meerdere petgaten aan de vervening herinneren. Direct rond Trimunt is in de jaren dertig van de twintigste eeuw het Ontginningsbos aangelegd. Dit bos en de omgeving is in beheer bij Staatsbosbeheer. Iets ten noordwesten van het gehucht ligt het laatste heideveld van het Westerkwartier: de Jilt Dijksheide.
Tijdens de Tweede Wereldoorlog is er op Trimunt een radarstation gebouwd door de Duitsers. De bedoeling was dat deze vliegbasis Leeuwarden zou ondersteunen. De basis is echter niet voor het einde van de oorlog voltooid. De bunkers van deze basis staan nog in het ontginningsbos en zijn half in de grond weggezakt. Ook tijdens de Tweede Wereldoorlog zijn tijdens de April-meistakingen in 1943 zestien bewoners van de nabijgelegen Haarsterweg op Trimunt standrechtelijk doodgeschoten. Daaronder een jongen van 13 jaar. Ter nagedachtenis aan hen is er een monument, omringd door 16 eiken opgericht op de plek waar de executies plaats hebben gevonden, waar ze nog elk jaar op 4 mei herdacht worden.
Trimunt werd tot 1985 doorsneden door de tramlijn Drachten - Groningen. Over het voormalige tracé loopt nu een fietspad.
Elk jaar op Koningsdag vindt er op Trimunt een motorcross plaats.